# لت رودخانه
لت رودخانه مربوط به دوره صفوی است و در استان اصفهان، شهرستان کاشان، بخش مرکزی، شهر کاشان، فین بزرگ، لت رودخانه واقع شده و این اثر در تاریخ ۱۵ دی ۱۳۸۷ با شمارهٔ ثبت ۲۴۰۲۷ به‌عنوان یکی از آثار ملی ایران به ثبت رسیده است.